# Declinatie (Latijn)
Het Latijn maakt gebruik van suffixen om de declinatie aan te geven. Voor het zelfstandig naamwoord zijn er in het Latijn vijf declinaties, namelijk:
- A-groep (1): stamklinker van deze woorden is een a (rosa); woorden die bij deze groep horen, hebben een genitivus enkelvoud op -ae.
- O-groep (2): stamklinker van deze woorden is een u (dominus, bellum), de o-groep door de o in de dat. en abl. ev.; woorden van deze groep hebben een genitivus enkelvoud op -i.
- MK-groep (3): de stam van deze woorden eindigt op een medeklinker (pater, stam: patr-); woorden van deze groep hebben een genitivus enkelvoud op -is.
- U-groep (4): stamklinker van deze woorden is een u (portus), niet te verwarren met declinatie 2; woorden die tot deze groep behoren, hebben een genitivus enkelvoud op -us.
- E-groep (5): stamklinker van deze woorden is een e (res); woorden die bij deze groep horen, hebben een genitivus enkelvoud op -ei.

De declinatie van een woord bepaalt niet het geslacht van het woord. Wel zijn er bepaalde regelmatigheden: 
- A-groep (1): de meeste woorden zijn vrouwelijk, met een aantal uitzonderingen, zoals: agricola = 'boer', en namen als Catilina. Er zijn geen onzijdige woorden in deze groep.
- O-groep (2): woorden met een nominativus op -um zijn onzijdig, woorden die op -us of -er eindigen zijn meestal mannelijk, met een aantal uitzondering, zoals quercus = 'eik', en andere namen voor bomen.
- MK-groep (3): woorden in deze groep kunnen zowel mannelijk als vrouwelijk als onzijdig zijn. Woorden die in de nominativus meervoud op -a eindigen zijn onzijdig, woorden die in de nominativus enkelvoud op -or, -os of -er eindigen zijn mannelijk.
- U-groep (4): woorden met een nominativus op -u zijn onzijdig (er zijn nauwelijks onzijdige woorden), de rest is meestal mannelijk, een uitzondering is bijvoorbeeld: manus = hand.  Domus gaat gedeeltelijk volgens de 2e declinatie. (zie tabel hieronder)
- E-groep (5): de meeste woorden zijn vrouwelijk. Dies kan mannelijk of vrouwelijk zijn. Er zijn geen onzijdige woorden in deze groep.

## Tabel met de verbuigingen vanzelfstandige naamwoorden
| zelfstandige naamwoorden | zelfstandige naamwoorden | zelfstandige naamwoorden | zelfstandige naamwoorden | zelfstandige naamwoorden | zelfstandige naamwoorden | zelfstandige naamwoorden | zelfstandige naamwoorden | zelfstandige naamwoorden | zelfstandige naamwoorden | zelfstandige naamwoorden |
| ------------------------ | ------------------------ | ------------------------ | ------------------------ | ------------------------ | ------------------------ | ------------------------ | ------------------------ | ------------------------ | ------------------------ | ------------------------ |
|                          | Eerste declinatie        | Tweede declinatie        | Tweede declinatie        | Tweede declinatie        | Derde declinatie         | Derde declinatie         | Derde declinatie         | Vierde declinatie        | Vierde declinatie        | Vijfde declinatie        |
|                          | vrl. -a                  | mnl. -us                 | mnl. -er                 | onzijdig -um             | mannelijk                | vrouwelijk               | onzijdig                 | mnl.                     | onzijdig -u              | vrl.                     |
| enkelvoud                |                          |                          |                          |                          |                          |                          |                          |                          |                          |                          |
| nominativus              | serva                    | servus                   | puer                     | bellum                   | pater                    | mater                    | nomen                    | lacus                    | cornu                    | res                      |
| genitivus                | servae                   | servi                    | pueri                    | belli                    | patris                   | matris                   | nominis                  | lacus                    | cornus                   | rei                      |
| dativus                  | servae                   | servo                    | puero                    | bello                    | patri                    | matri                    | nomini                   | lacui                    | cornui                   | rei                      |
| accusativus              | servam                   | servum                   | puerum                   | bellum                   | patrem                   | matrem                   | nomen                    | lacum                    | cornu                    | rem                      |
| ablativus                | serva                    | servo                    | puero                    | bello                    | patre                    | matre                    | nomine                   | lacu                     | cornu                    | re                       |
| vocativus                | serva                    | serve                    | puer                     | bellum                   | pater                    | mater                    | nomen                    | lacus                    | cornu                    | res                      |
| meervoud                 |                          |                          |                          |                          |                          |                          |                          |                          |                          |                          |
| nominativus              | servae                   | servi                    | pueri                    | bella                    | patres                   | matres                   | nomina                   | lacus                    | cornua                   | res                      |
| genitivus                | servarum                 | servorum                 | puerorum                 | bellorum                 | patrum                   | matrum                   | nominum                  | lacuum                   | cornuum                  | rerum                    |
| dativus                  | servis                   | servis                   | pueris                   | bellis                   | patribus                 | matribus                 | nominibus                | lacibus                  | cornibus                 | rebus                    |
| accusativus              | servas                   | servos                   | pueros                   | bella                    | patres                   | matres                   | nomina                   | lacus                    | cornua                   | res                      |
| ablativus                | servis                   | servis                   | pueris                   | bellis                   | patribus                 | matribus                 | nominibus                | lacibus                  | cornibus                 | rebus                    |
| vertaling                |                          |                          |                          |                          |                          |                          |                          |                          |                          |                          |
|                          | (de) slavin              | (de) slaaf               | (de) jongen              | (de) oorlog              | (de) vader               | (de) moeder              | (de) naam                | (het) meer               | (de) hoorn               | (het) ding               |

|             | Enkelvoud | Meervoud |
| ----------- | --------- | -------- |
| nominativus | domus     | domus    |
| genitivus   | domus     | domorum  |
| dativus     | domui     | domibus  |
| accusativus | domum     | domos    |
| ablativus   | domo      | domibus  |

Verder komt ook nog de vorm domi = 'thuis' voor.
algemene Latijnse vervoegingen en verbuigingen · accusativus cum infinitivo (AcI) · accusativus cum participio (AcP) · nominativus cum infinitivo (NcI) · participium praesentis activi (PPA) · perfectum · imperfectum · plusquamperfectum · futurum · futurum exactum · subjects- en objectsaccusativus · reflexief persoonlijk voornaamwoord · predicatieve bepaling · adverbium · participium perfecti passivi (PPP) · passivum · activum · gerundium · gerundivum · praesens · praesens historicum · comparativus · superlativus · supinum · participium · declinatie · ablativus absolutus · dativus possessivus